# Лемго (гандбольный клуб)
Лемго (нем. TBV Lemgo), полное название Футбольный и гимнастический клуб «Лемго» (нем. Turn- und Ballspielverein Lemgo) — немецкий гандбольный клуб из одноимённого города федеральной земли Северный Рейн-Вестфалия, основанный в 1911 году как спортивное общество. Насчитывает 1300 членов. Гандбольная секция действует с 1921 года; 16 сентября 1945 года было принято современное название клуба. Помимо гандбольной секции, в составе спортивного клуба есть футбольная, легкоатлетическая, танцевальная, боксёрская, гимнастическая и волейбольные секции, а также школа чирлидеров.

## Достижения гандбольного клуба
- Чемпион Германии: 1997, 2003
- Победитель Кубка Германии: 1995, 1997, 2002, 2021
- Победитель Кубка Кубков ЕГФ: 1996
- Победитель Кубка ЕГФ: 2006, 2010
- Победитель Суперкубка: 1997, 1999, 2002, 2003